# Ratatat
Ratatat é uma dupla de música eletrônica nova-iorquina constituída por Mike Stroud (guitarra) e o produtor musical Evan Mast (baixo, sintetizadores).

## História
Mike Stroud e Evan Mast first se conheceram quando cursavam no Skidmore College, mas só trabalharam juntos no ano de 2001, quando gravaram "Cherry". Seu álbum de estréia Ratatat, foi composto e gravado em 2004 no apartamento de Mast, em Brooklyn, no laptop de Stroud. O álbum é inteiramente instrumental com exceção de algumas vozes no início e no final de certas faixas.
A dupla começou lançando o single Seventeen Years com a gravadora de Evans Audio Dregs, nos Estados Unidos, e com a Rex Records, no Reino Unido. Eles, então, lançaram o primeiro álbum e o single Germany to Germany em 2004, assinados pela XL Recordings. Ratatat, ocasionalmente, lançou também alguns remixes como os da coleção Ratatat Remixes Vol. 1 (que atraiu a atenção da revista Rolling Stone), bem como o posterior Ratatat Remixes Vol. 2, ambos auto-lançados em cooperação com a Audio Dregs.
Ratatat já realizou turnês com bandas como Björk, Daft Punk, Mouse on Mars, Interpol, Franz Ferdinand, CSS, The Faint, Super Furry Animals, Clinic, Panther e The Killers.
As performances ao vivo de Ratatat são fortemente similares às performances psicodélicas das bandas de rock de São Francisco dos anos 60. Os shows possuem luzes energéticas, cores produzidas em tela e clipes aleatórios.
Em entrevista conduzida por Julia Askenase da Paste Magazine, edição lançada em 4 de agosto de 2009, Mike Stroud declarou que "a maior parte de LP4 foi gravada durante as mesmas sessões de estúdio que produziram LP3". O quarto álbum de Ratatat, LP4, foi lançado em 8 de junho de 2010 através da XL Recordings.

## Discografia
Álbuns de estúdio
| Álbum                  | Data            | Gravadora     |
| ---------------------- | --------------- | ------------- |
| Ratatat                | April 20, 2004  | XL Recordings |
| Ratatat Remixes Vol. 1 | 2004            | Auto-produção |
| Classics               | August 22, 2006 | XL Recordings |
| Ratatat Remixes Vol. 2 | 2007            | Auto-produção |
| LP3                    | July 8, 2008    | XL Recordings |
| LP4                    | June 8, 2010    | XL Recordings |

Singles
| Música                  | Álbum    | Data               | Gravadora               |
| ----------------------- | -------- | ------------------ | ----------------------- |
| "Seventeen Years"       | Ratatat  | 2003               | Rex Records/Audio Dregs |
| "Germany to Germany"    | Ratatat  | October 4, 2004    | XL Recordings           |
| "Wildcat"               | Classics | July 25, 2006      | XL Recordings           |
| "Lex"                   | Classics | October 30, 2006   | XL Recordings           |
| "Loud Pipes"            | Classics | 2007               | XL Recordings           |
| "Shiller"               | LP3      | May 6, 2008        | XL Recordings           |
| "Mirando" (video clipe) | LP3      | June 2008          | XL Recordings           |
| "Shempi"                | LP3      | September 23, 2008 | XL Recordings           |
| "Mirando" (single)      | LP3      | February 3, 2009   | XL Recordings           |
| "Party with Children"   | LP4      | 2010               | XL Recordings           |
| "Drugs"                 | LP4      | 2010               | XL Recordings           |

Remixes
| Artista                  | Título                                         | Ano  |
| ------------------------ | ---------------------------------------------- | ---- |
| Shout Out Louds          | "The Comeback" (Big Slippa Remix by Ratatat)   | 2005 |
| The Knife                | "We Share Our Mothers' Health" (Ratatat Remix) | 2006 |
| Biz Markie               | "Vapors" (Remix by Ratatat)                    | 2006 |
| Television Personalities | "You Kept Me Waiting Too Long" (Ratatat Remix) | 2007 |
| Björk                    | "Wanderlust (Bjork song)" (Ratatat Remix)      | 2008 |